# Église Santi Vito e Modesto
L'église Santi Vito e Modesto (en français : église Saints-Vit-et-Modeste) est une église romaine située dans le rione de l'Esquilino sur la via Carlo Alberto.

## Historique
Cette église a une origine paléo-chrétienne et fut en permanence restructurée au fil des siècles jusqu'à l'obtention de sa forme actuelle au XIXe siècle. Elle est adossée à la muraille servienne et à l'Arc de Gallien en particulier. Elle est le lieu du titre cardinalice Santi Vito, Modesto e Crescenzia remontant au XIe siècle.

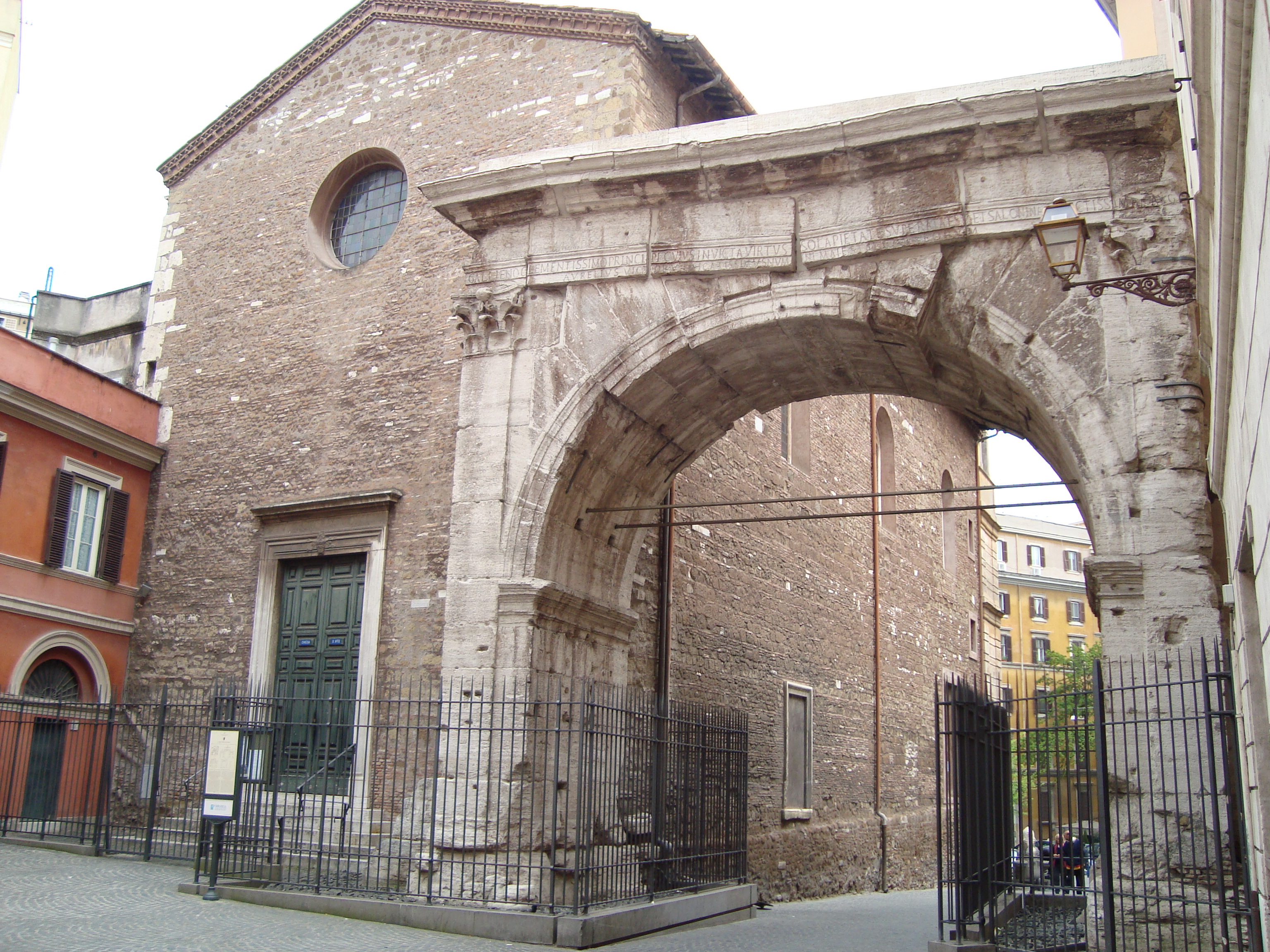
La façade arrière de l'église avec l'Arc de Gallien.
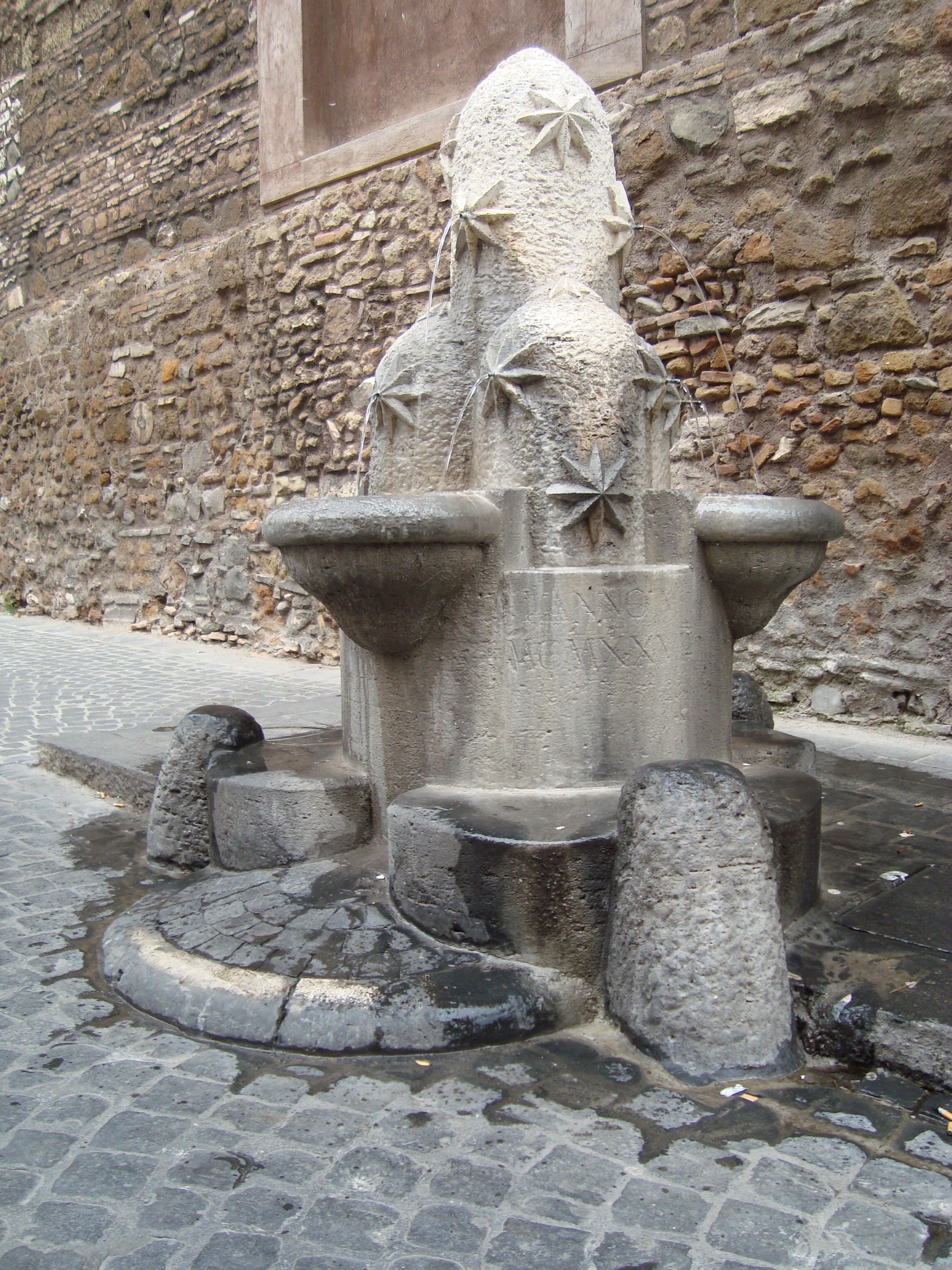
La Fontana dei Monti sur le flanc de l'église

## Sources et références
- (it) Cet article est partiellement ou en totalité issu de l’article de Wikipédia en italien intitulé « Chiesa dei Santi Vito e Modesto (Roma) » (voir la liste des auteurs).